# Kim Yu-jin
Kim Yu-jin (en coréen : 김유진) est une taekwondoïste sud-coréenne née le 17 octobre 2000. Elle est médaillée d'or aux Jeux olympiques d'été de 2024.

## Carrière
En novembre 2016, Kim Yu-jin remporte les championnats du monde junior, disputés à Burnaby au Canada, dans la catégorie des moins de 49 kg.
En 2019, elle remporte les universiades d'été dans la catégorie des moins de 57 kg, puis conserve son titre lors de l'édition 2021.
En 2021, Kim remporte les Championnats d'Asie disputés à Beyrouth.
En septembre 2023, elle est médaillée de bronze des Jeux asiatiques de 2022, battue par Luo Zongshi en demi-finales.
En mai 2024, elle remporte son deuxième titre après 2021 aux Championnats d'Asie.
Aux Jeux olympiques de 2024, alors qu'elle est 24e au classement mondial, Kim est sacrée championne olympique de la catégorie des moins de 57 kg. Au cours de la compétition, elle bat respectivement Hatice Kübra İlgün, médaillée de bronze aux Jeux de Tokyo, puis Skylar Park, numéro 4 mondiale en quarts de finale, ensuite la numéro 1 mondiale Luo Zongshi en demi-finales, et la numéro 2 mondiale Nahid Kiani en finale.